# Cycas clivicola
Cycas clivicola — вид голонасінних рослин класу саговникоподібні (Cycadopsida).
Етимологія: від латинського clivis, «скелі» й латинського суфікса, -cola, «житель», з посиланням на середовище існування.

## Опис
Стовбури деревовиді, 8 м заввишки, 12–16 см діаметром у вузькому місці; 45–100 листків у кроні. Листки яскраво-зелені або сіро-зелені (якщо молоді), напівглянсові, 70–165 см завдовжки. Пилкові шишки вузько-яйцевиді, від жовтого до коричневого або зеленого кольору, завдовжки 25–50 см, 8–11 см у діаметрі. Мегаспорофіли 12–22 см завдовжки, від жовто-повстяних до сіро-повстяних. Насіння плоске, яйцевиде, 35–39 мм завдовжки, 26–35 мм завширшки; саркотеста помаранчево-жовта, не вкрита нальотом, товщиною 3–4 мм.

## Поширення, екологія
Країни поширення: Камбоджа; Малайзія (півострів Малайзія); Таїланд; В'єтнам. Росте на висотах від рівня моря до 60 м. Цей вид зустрічається на вапнякових оголеннях. Рослини ростуть на майже прямовисних скелях на повному сонці.

## Загрози та охорона
Вид збирають для декоративних цілей. Рослини знаходяться в Державному парку Перліс в Малайзії.